# Gnathoncus cerberus
Gnathoncus cerberus är en skalbaggsart som beskrevs av Auzat 1923. Gnathoncus cerberus ingår i släktet Gnathoncus och familjen stumpbaggar. Inga underarter finns listade i Catalogue of Life.